# Ariadna maroccana
Espèce
Ariadna maroccana est une espèce d'araignées aranéomorphes de la famille des Segestriidae.

## Distribution
Cette espèce est endémique du Maroc.

## Étymologie
Son nom d'espèce lui a été donné en référence au lieu de sa découverte, le Maroc.

## Publication originale
- Wunderlich, 2011 : Extant and fossil spiders (Araneae). Beiträge zur Araneologie, vol. 6, p. 1-640.